# ليونورا دوري
ليونورا دوري (بالفرنسية: Léonora Dori)‏ هي مساعدة شخصية فرنسية، ولدت في 19 مايو 1568 في فلورنسا في إيطاليا، وتوفيت في 8 يوليو 1617 في ساحة قصر البلدية - ساحة التحرير في فرنسا بسبب قطع الرأس.